# Folle Embellie
Pour plus de détails, voir Fiche technique et Distribution.
Folle Embellie est un film franco-belgo-québécois réalisé par Dominique Cabrera, sorti en 2004.
Une partie de son action se passe en France durant l'exode de juin 1940,.

## Synopsis
Durant l'exode de juin 1940, plusieurs fous s'échappent d'un asile.

## Fiche technique
- Titre : Folle Embellie
- Réalisation : Dominique Cabrera
- Scénario : Dominique Cabrera et Antoine Montperrin
- Production : Ann Bernier, Emmanuel Giraud, Catherine Hannoun, Laurent Pétin, Michèle Pétin, Joseph Rouschop et Christopher Zimmer
- Musique : Milan Kymlicka
- Pays d'origine :  France -  Belgique -  Canada
- Format : couleur
- Genre : drame
- Durée : 110 minutes
- Date de sortie : 7 juillet 2004[4].

## Distribution
- Miou-Miou :  Alida
- Jean-Pierre Léaud : Fernand
- Morgan Marinne : Julien
- Marilyne Canto : Colette
- Julie-Marie Parmentier : Lucie
- Yolande Moreau : Hélène
- Gabriel Arcand : Moïse
- Philippe Grand'Henry : Florent
- Pascale Montpetit : Henriette
- Olivier Gourmet : Médecin chef